# Механік-водій
Меха́нік-воді́й бойово́ї маши́ни піхо́ти (деса́нту) та танка — посадова особа у відділеннях механізованих, мотострілецьких, мотопіхотних, піхотних, повітряно-десантних, аеромобільних, розвідувальних підрозділів та інших родах військ та служб, яка призначена для керування бойової машини піхоти, бойової машини десанту або танку.
Військове звання  в Збройних Силах України — солдат або старший солдат.
Як правило, укомплектовується солдатами або старшими солдатами строкової служби та служби за контрактом.
З 1916 року, з моменту появи на полях бойових дій у Франції танків одночасно виникла новітня військова посада, яка здійснювала керування цієї грізної технікою. Зараз її називають — механік-водій.
Постійний розвиток броньованої техніки, вимагав досконало уміння вести бойову машину на полі бою, своєчасно здійснювати маневр та тривалий марш, вміло керувати важкою технікою під постійним вогневим впливом противника.
Рівень підготовки механіка-водія бойової машини вимагає високих знань й навченості.
Механік-водій бойової машини в бою зобов'язаний:
- знати будову, технічні можливості, правила експлуатації та обслуговування бойової машини піхоти (БМД), утримувати машину в постійній готовності до дій; уміло водити її в будь-яку пору року та час доби;
- витримувати встановлену дистанцію і швидкість руху, місце в похідному і бойовому порядках взводу;
- вміти готувати машину до подолання водних перешкод, переправ, інших складних ділянок місцевості та впевнено їх долати;
- знати і дотримуватись норми завантаження бойової машини, правила посадки і перевезення людей; уміти готувати до буксирування і буксирувати озброєння і техніку;
- знати місцезнаходження або напрямок дій свого підрозділу та шляхи руху до нього; безвідлучно знаходитися при машині у вказаному місці або пункті;
- знати точно і виконувати команди, сигнали регулювання і управління;
- уміти користуватися схемою маршруту і орієнтуватися на місцевості, вибирати укрите місце, проводити улаштування окопу, маскувати його і машину;
- знати сорти, норми витрачання пального та мастильних матеріалів, не допускати їхнього перевитрачання;
- своєчасно доповідати командиру відділення про витрачання 0,5 і 0,75 заправлення;
- володіти особистою зброєю, застосовувати її для самозахисту, при необхідності — для захисту боєздатної машини і ні за яких умов не допускати її захоплення противником;
- виявивши несправність (пошкодження) машини негайно доповідати командиру і вживати заходів щодо її усунення.
- під час руху на місцевості уміло використовувати її захисні властивості, забезпечувати найкращі умови для ведення вогню, вести спостереження, доповідати про виявлені цілі і результати їх ураження;
- вміти працювати на радіостанції і переговорному пристрої.
- знати озброєння бойової машини, вміти заряджати і вести вогонь із її озброєння.

Механік-водій бойової машини десанту (БМД), крім того, зобов'язаний:
- вміти готувати машину до десантування, знати досконало усі зразки повітряно-десантної техніки, яка стоїть на озброєнні відділення.

Механік-водій входить до складу екіпажу БМП, БМД, танка; підпорядковується командиру відділення, несе персональну відповідальність за технічний стан матеріальної частини БМ та керує нею на полі бою. Діяльність механіка-водія пов'язана з великими статичними та динамічними навантаженнями та вмінням швидко обробляти значну кількість інформації.